# The End, So Far
The End, So Far (englisch für „Das Ende, bis jetzt“) ist das siebte Studioalbum der US-amerikanischen Metal-Band Slipknot. Es wurde am 30. September 2022 über das Label Roadrunner Records veröffentlicht. Das Lied Hive Mind wurde bei den Grammy Awards 2024 in der Kategorie Best Metal Performance nominiert.

## Produktion
Das Album wurde von Slipknot in Zusammenarbeit mit dem US-amerikanischen Musikproduzenten Joe Barresi produziert.

## Covergestaltung
Das Albumcover ist in orange-roten Farbtönen gehalten, die ineinander verlaufen und die Umrisse einer Slipknot-typischen Maske andeuten. Die schwarzen Schriftzüge Slipknot und The End, So Far befinden sich links unten im Bild.

## Titelliste
| #  | Titel                         | Länge |
| -- | ----------------------------- | ----- |
| 1  | Adderall                      | 5:40  |
| 2  | The Dying Song (Time to Sing) | 3:23  |
| 3  | The Chapeltown Rag            | 4:51  |
| 4  | Yen                           | 4:45  |
| 5  | Hive Mind                     | 5:15  |
| 6  | Warranty                      | 3:51  |
| 7  | Medicine for the Dead         | 6:16  |
| 8  | Acidic                        | 4:50  |
| 9  | Heirloom                      | 3:31  |
| 10 | H377                          | 4:23  |
| 11 | De Sade                       | 5:39  |
| 12 | Finale                        | 5:07  |

## Chartplatzierungen und Singles
The End, So Far stieg am 7. Oktober 2022 auf Platz eins in die deutschen Albumcharts ein, womit die Band erstmals die Spitze erreichte. Es konnte sich sechs Wochen in den Top 100 halten. Im Vereinigten Königreich und in der Schweiz belegte das Album ebenfalls Rang eins.
| ChartsChartplatzierungen       | Höchstplatzierung | Wochen |
| ------------------------------ | ----------------- | ------ |
| Deutschland (GfK)              | 1 (6 Wo.)         | 6      |
| Österreich (Ö3)                | 4 (4 Wo.)         | 4      |
| Schweiz (IFPI)                 | 1 (5 Wo.)         | 5      |
| Vereinigtes Königreich (OCC)   | 1 (2 Wo.)         | 2      |
| Vereinigte Staaten (Billboard) | 2 (3 Wo.)         | 3      |

| ChartsJahrescharts (2022) | Platzierung |
| ------------------------- | ----------- |
| Deutschland (GfK)         | 80          |

Bereits am 5. November 2021 wurde das Lied The Chapeltown Rag als erste Single des Albums veröffentlicht. Die zweite Auskopplung The Dying Song (Time to Sing) erschien am 19. Juli 2022, gefolgt von der dritten Single Yen am 5. August 2022. Die vierte Auskopplung Adderall erschien am 9. Juni 2023. Alle vier Songs konnten sich nicht in den Charts platzieren.

## Rezeption
The End, So Far wurde von professionellen Kritikern überwiegend positiv bewertet. So erreichte das Album bei metacritic eine Durchschnittsbewertung von 80 %, basierend auf zehn Rezensionen englischsprachiger Medien.
Franz Mauerer von laut.de bewertete The End, So Far mit vier von möglichen fünf Punkten. Das Album höre „sich durchgehend blendend produziert an“ und enthalte einige „der besten Songs ihrer Karriere.“ So zeigten Slipknot eine „große Bandbreite an Ideen und verschiedenen Elementen“ mit einem „durchdacht wirkenden Songwriting“ und beschritten „neue Wege mit alten Mitteln.“ Besonders der Song H377 wird positiv hervorgehoben.

## Bestenlisten
| Publikation     | Liste                                     | Werk                          | Platz    |
| --------------- | ----------------------------------------- | ----------------------------- | -------- |
| Consequence     | Top 30 Metal and Hard Rock Albums of 2022 | The End, So Far               | 23       |
| Kerrang         | The 50 best albums of 2022                | The End, So Far               | 6        |
| Loudwire        | The 50 Best Rock + Metal Albums of 2022 1 | The End, So Far               | J [ 14 ] |
| Loudwire        | The 50 Best Rock + Metal Songs of 2022 1  | The Dying Song (Time to Sing) | J [ 15 ] |
| Metal Hammer    | Die Alben des Jahres                      | The End, So Far               | 6        |
| Metal Hammer UK | Albums of 2022                            | The End, So Far               | 16       |
| Revolver        | 25 Best Albums of 2022                    | The End, So Far               | 16       |
| Rolling Stone   | The 15 Best Metal Albums of 2022          | The End, So Far               | 10       |